# Plataforma del Pueblo Soriano
Plataforma del Pueblo Soriano (PPSO) és un partit creat a Almazán el 2011 com a escissió del PP a causa de grans diferències internes del partit. Ràpidament el P.p.so. va aconseguir major suport que el Partit Popular en la vila i es va estendre als pobles propers. Aviat van sorgir afiliats en els grans nuclis de població de la província de Sòria.
El 2011 va guanyar les eleccions municipals en Almazán per majoria absoluta, aconseguint treure 7 regidors dels 13 que hi ha a l'ajuntament. A més va aconseguir alcaldies com la del municipi de Coscurita i un representant en la Diputació Provincial de Sòria. 
Plataforma del Pueblo Soriano es va integrar en Ciutadans - Partit de la Ciutadania de cara a les eleccions municipals de 2015 per la província de Sòria i provincials i autonòmiques per la província de Sòria de 24 de maig de 2015. 